# Bosse d'enrouleur
Une bosse d’enrouleur est un cordage servant a manœuvrer un enrouleur. Il s'enroule sur un tambour quand on déroule la voile, et on tire dessus pour enrouler la voile.

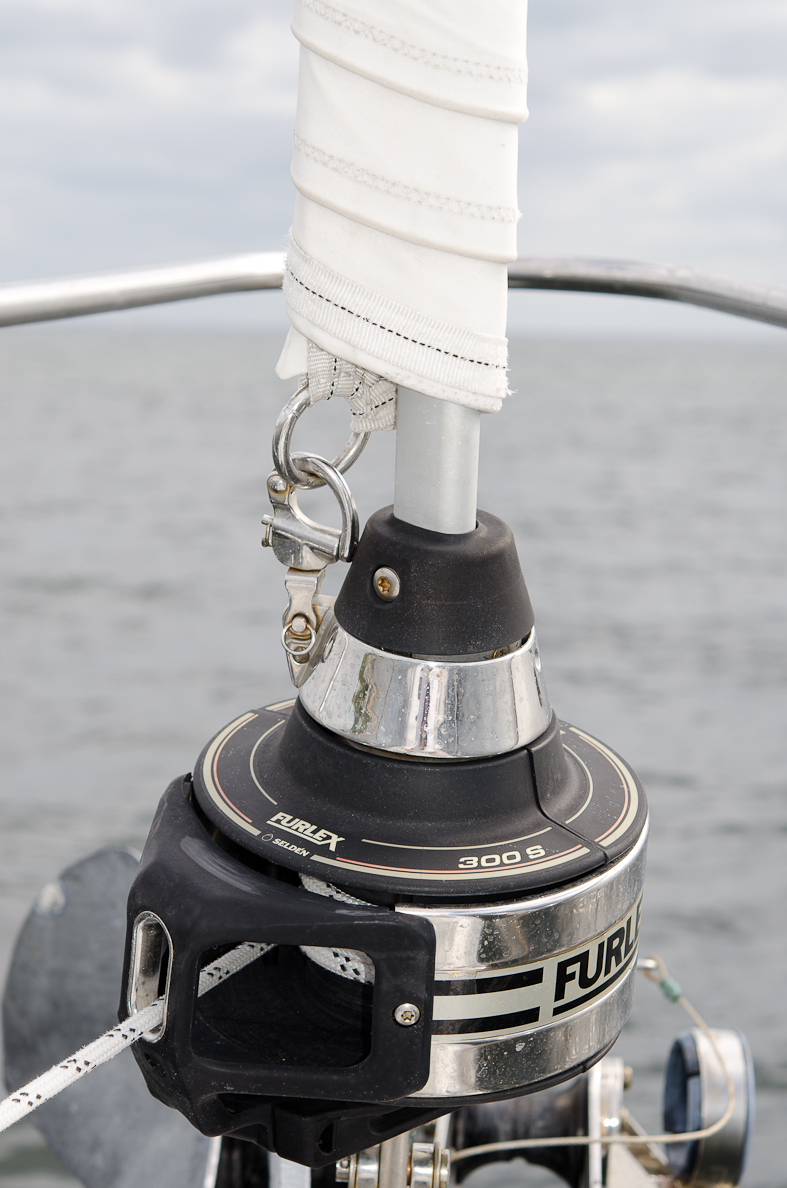
Tambour d'enrouleur